# Мадейра (мікрорегіон)
Мадейра (порт. Microrregião do Madeira) — мікрорегіон в Бразилії. Входить в штат Амазонас. Складова частина мезорегіону Південь штату Амазонас. Населення становить 165 663 чоловік на 2010 рік. Займає площу 221 036.579 км². Густота населення — 0.75 чол./км².

## Демографія
Згідно з даними, зібраними в ході перепису 2010 р. Національним інститутом географії і статистики (IBGE), населення мікрорегіону становить:
| Повне населення                               | Повне населення                               | Повне населення                               | Повне населення                               | 165 663 |
| --------------------------------------------- | --------------------------------------------- | --------------------------------------------- | --------------------------------------------- | ------- |
| в тому числі:                                 | Міське населення                              | 89 953                                        | Відсоток міського населення, %                | 54,30   |
|                                               | Сільське населення                            | 75 710                                        | Відсоток сільського населення, %              | 45,70   |
|                                               | Чоловіче населення                            | 87 105                                        | Відсоток чоловічого населення, %              | 52,58   |
|                                               | Жіноче населення                              | 78 558                                        | Відсоток жіночого населення, %                | 47,42   |
| Густота населення, чол/км²                    | Густота населення, чол/км²                    | Густота населення, чол/км²                    | Густота населення, чол/км²                    | 0,75    |
| Населення мікрорегіону в % до населення штату | Населення мікрорегіону в % до населення штату | Населення мікрорегіону в % до населення штату | Населення мікрорегіону в % до населення штату | 4,75    |

## Склад мікрорегіону
До складу мікрорегіону включені наступні муніципалітети:
1. Апуї
2. Борба
3. Умайта
4. Манікоре
5. Нову-Аріпуанан

| Бразилія | Це незавершена стаття з географії Бразилії. Ви можете допомогти проєкту, виправивши або дописавши її. |